# Josef Šmídmajer
Josef Šmídmajer byl český novinář a od ledna do srpna 1969 ředitel Československé televize.

## Životopis
Před svým nástupem do funkce ředitele ČST byl šéfem kabinetu Oldřicha Černíka. Dne 5. prosince 1968 byl jmenován prozatímním ředitelem Československé televize. Jeho role v počínající normalizaci je sporná: ačkoliv zpočátku nechával vysílat i zahraniční pořady a k pokynům ÚV KSČ přistupoval liknavě, odmítal řešit protesty reportérů a odborů ČST. Zároveň zaslal protestní dopis předsedovi vlády ČSR Stanislavu Rázlovi a předsedovi vlády ČSSR Oldřichovi Černíkovi. V dopise vypočítával všechny zásahy, ke kterým za dobu jeho působení došlo. Sám Šmídmajer se k tomuto činu odhodlal, protože jej trápila celá řada dezinformací a fám, které se dostávaly na veřejnost.
Dne 6. srpna 1969 byl odvolán z pozice ředitele Československé televize a nahradil jej Jan Zelenka. Jeho odchodem skončilo období, kdy se československá televize přes všechny zásahy státní moci ještě bránila začínající normalizaci.